# ATP de Umago de 2013
O ATP de Umago de 2013 foi um torneio de tênis masculino disputado em quadras de saibro na cidade de Umago, na Croácia. Esta foi a 24ª edição do evento.

## Distribuição de pontos
| Evento  | V   | F   | SF | QF | Segunda rodada | Primeira rodada | Q  | Q3 | Q2 | Q1 |
| Simples | 250 | 150 | 90 | 45 | 20             | 0               | 12 | 6  | 0  | 0  |
| Duplas  | 250 | 150 | 90 | 45 | 0              | —               | —  | —  | —  | —  |

## Chave de simples

### Cabeças de chave
| País | Jogador             | Rank1 | Cabeça |
| ---- | ------------------- | ----- | ------ |
| FRA  | Richard Gasquet     | 9     | 1      |
| ITA  | Andreas Seppi       | 24    | 2      |
| ITA  | Fabio Fognini       | 25    | 3      |
| UKR  | Alexandr Dolgopolov | 26    | 4      |
| ESP  | Tommy Robredo       | 29    | 5      |
| SVK  | Martin Kližan       | 38    | 6      |
| GER  | Florian Mayer       | 45    | 7      |
| ARG  | Carlos Berlocq      | 46    | 8      |

- 1 Rankings como em 15 de julho de 2013

### Outros participantes
Os seguintes jogadores receberam convites para a chave de simples:
- Borna Ćoric
- Mate Pavić
- Antonio Veić

Os seguintes jogadores entraram na chave de simples através do qualificatório:
- Blaž Kavčič
- Dušan Lajović
- Joško Topić
- Boy Westerhof

### Desistências
Antes do torneio
- Marin Čilić (lesão no joelho)
- Pablo Cuevas
- Jerzy Janowicz (lesão no braço direito)
- Fernando Verdasco (lesão na mão)

Durante o torneio
- Andreas Haider-Maurer (lombalgias)
- Horacio Zeballos (dores no músculo intercostal)

## Chave de duplas

### Cabeças de chave
| País | Jogador          | País | Jogador           | Rank1 | Cabeça |
| ---- | ---------------- | ---- | ----------------- | ----- | ------ |
| CZE  | František Čermák | CZE  | Lukáš Dlouhý      | 81    | 1      |
| GER  | Andre Begemann   | GER  | Martin Emmrich    | 86    | 2      |
| USA  | Nicholas Monroe  | GER  | Simon Stadler     | 122   | 3      |
| POL  | Tomasz Bednarek  | POL  | Mateusz Kowalczyk | 133   | 4      |

- 1 Rankings como em 15 de julho de 2013

### Outros participantes
As seguintes parcerias receberam convites para a chave de duplas:
- Borna Ćorić /  Nikola Mektić
- Franko Škugor /  Antonio Veić

A seguinte parceria entrou na chave de duplas como alternate:
- Aljaž Bedene /  Dušan Lajović

### Desistências
Antes do torneio
- Fabio Fognini (fadiga)

Durante o torneio
- Viktor Troicki (motivos pessoais)
- Horacio Zeballos (dores no músculo intercostal)

## Campeões

### Simples
- Tommy Robredo venceu  Fabio Fognini, 6–0, 6–3

### Duplas
- Martin Kližan /  David Marrero venceram  Nicholas Monroe /  Simon Stadler, 6–1, 5–7, [10–7]